# Solo para dos
Solo para dos, cuyo título alternativo es Tu bikini en mi maleta, es una coproducción hispano-argentina dirigida por Roberto Santiago, protagonizada por Santi Millán y Martina Gusmán. Se estrenó en Argentina el 19 de septiembre de 2013 y en España el 14 de febrero de 2014. Es la séptima película de su director.

## Argumento
Gonzalo (Santi Millán) y Valentina (Martina Gusmán) viven juntos en Isla Margarita, en el Caribe, donde son los propietarios de un hotel que solo admite parejas (el Solo para dos). Tras varios años de convivencia, sin embargo, la relación de ambos no atraviesa su mejor momento.

## Reparto
| Intérprete            | Personaje  |
| --------------------- | ---------- |
| Nicolás Cabré         | Mitch      |
| Antonio Garrido       | Jairo      |
| Martina Gusmán        | Valentina  |
| Santi Millán          | Gonzalo    |
| María Nela Sinisterra | Tania      |
| Dafne Fernández       | Teresa     |
| Mariam Hernández      | Macarena   |
| Paula Kohan           |            |
| César Bencid          |            |
| Guillermo Canache     |            |
| Julio César Castro    |            |
| Malena Gonzalez       |            |
| Carolina Torres       | Alexia     |
| Cristina Tovar        | La Viajera |

## Festivales
La película concurrió en la sección oficial del Festival de Málaga en 2013.